# Muzeum sztabu brygady kawalerii Grigorija Kotowskiego
Muzeum sztabu brygady kawalerii Grigorija Kotowskiego – muzeum historyczne w Tyraspolu, dokumentujące wydarzenia wojny domowej w Rosji na lewym brzegu Dniestru, w szczególny sposób poświęcone postaci Grigorija Kotowskiego.

## Historia i opis
Muzeum zajmuje budynek dawnego hotelu "Paryż" na rogu ulic 25 Października i Manojłowa, w centrum Tyraspola. Podczas wojny domowej w Rosji, w lutym 1920 r. zajmował go sztab brygady kawalerii dowodzonej przez Grigorija Kotowskiego. Zajęła ona Tyraspol 12 lutego tego samego roku, wypierając, po zdobyciu przez Armię Czerwoną Odessy, resztki Sił Zbrojnych Południa Rosji z terenów nad Dniestrem. W budynku dawnego hotelu prowadzono nabór ochotników do Armii Czerwonej, a w jednej z sal odbyło się wesele Kotowskiego i Olgi Szakiny.

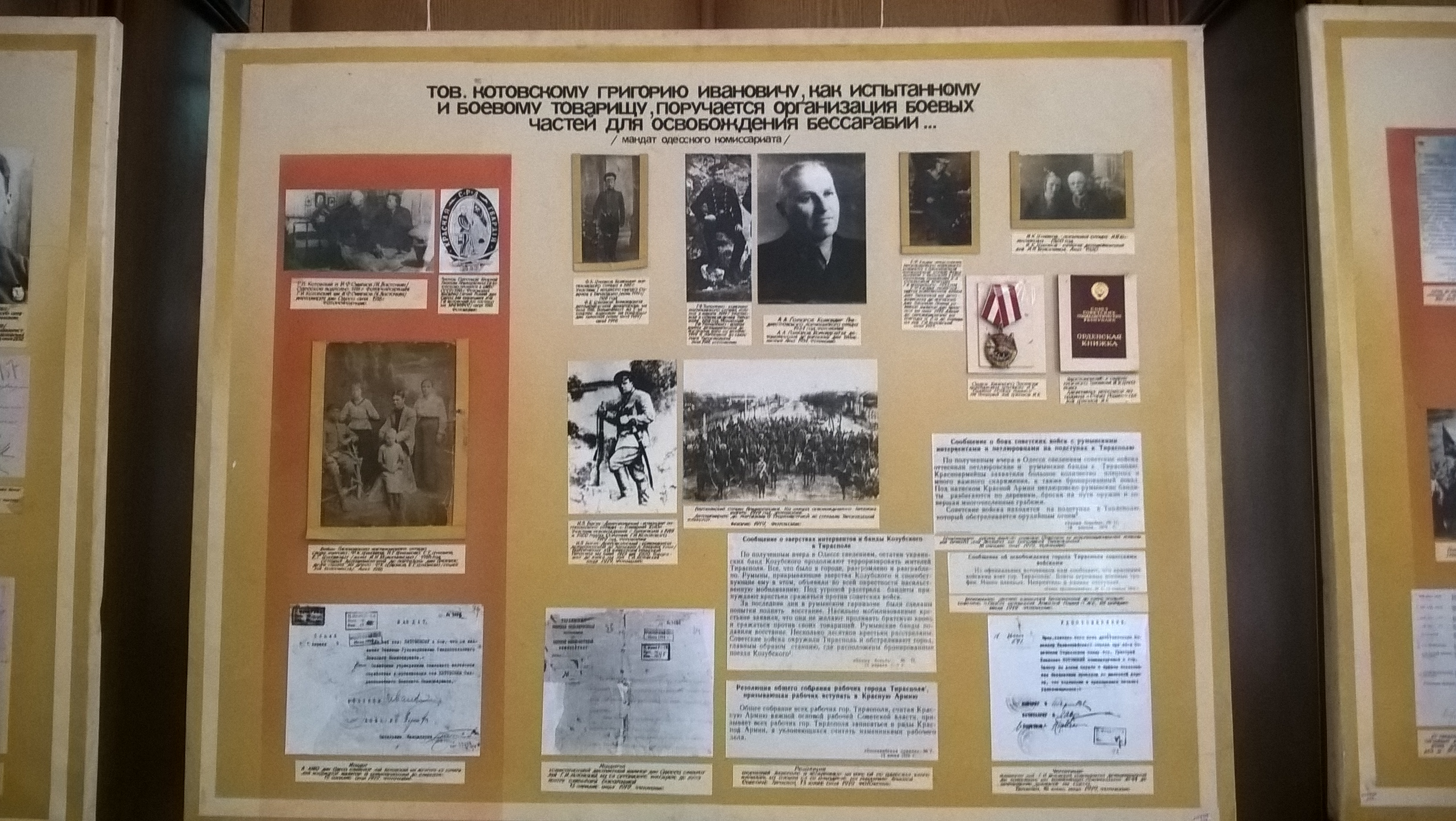
Fragment wystawy poświęconej działaniom oddziałów Kotowskiego na terenie obecnego Naddniestrza

Muzeum jest jednym z czterech oddziałów Zjednoczonego Muzeum w Tyraspolu. Zostało otwarte w 1991 r. w obecności syna Kotowskiego, również Grigorija. Na ekspozycji prezentowane są przedmioty należące do sztabu brygady, fotografie i dokumenty żołnierzy brygady kawaleryjskiej, mapy, zdjęcia, plakaty propagandowe z okresu wojny domowej (zbiór przekazany do muzeum w Tyraspolu z moskiewskiego Muzeum Sił Zbrojnych w 1958 r.), broń i amunicja. Częściami wystawy są również mapa wydarzeń wojny domowej w regionie Tyraspola oraz diorama G. Zykowa przedstawiająca zwycięstwo oddziałów Armii Czerwonej nad oddziałem Sił Zbrojnych Południa Rosji - brygady Kotowskiego nad oddziałem gen. Mamontowa. Druga część wystawy przedstawia biografię Grigorija Kotowskiego, jej częścią jest prawdopodobna rekonstrukcja zajmowanego przez niego gabinetu w budynku. W okresie od otwarcia muzeum do 2014 r. placówkę odwiedziło 400 tys. osób.
Z uwagi na bardzo zły stan techniczny budynku muzeum został on zamknięty dla zwiedzających najpierw częściowo, a następnie w całości. Część eksponatów przeniesiono do głównego obiektu Zjednoczonego Muzeum. W lutym 2017 r. ogłoszono, że budynek dawnego hotelu jest zbyt zniszczony, by nadawać się do renowacji, toteż zostanie najprawdopodobniej rozebrany i starannie odbudowany w pierwotnej postaci. Później muzeum zostanie w nim odtworzone.